# Forêt de Buconia
Buconia était le nom donné au haut Moyen Âge à une forêt située à l'est du Rhin, probablement aux environs de Cologne , dans la région du royaume d'Austrasie. Elle est notamment mentionnée par Grégoire de Tours (Histoire des Francs, II, 40). 

## Histoire
En 53 avant notre ère, Jules César, ayant franchi le Rhin, mentionne un renseignement transmis par ses alliés Germains les Ubiens  concernant une certaine forêt qu'ils appellent Bacenis, qui "s'étend fort loin à l'intérieur et, placée comme un mur naturel, défend les Suèves et les Chérusques de violences et d'incursions réciproques".
C'est dans cette forêt que le roi franc Sigibert le boiteux qui régnait sur les Francs ripuaires vers les années 500, fut assassiné par son fils Chlodéric le bâtard (der Parasit), à l'instigation de Clovis si l'on en croit Grégoire de Tours.

## Étymologie
Les noms Bonconica ; Buconica ; Buconice ou Bauconica Nova sont les noms donnés dans l’antiquité à l'actuelle ville de Nierstein-am-Rhein dans le Land de Rhénanie-Palatinat, dans l'ouest de l'Allemagne). 

[Bu]conica est gravé sur la borne milliaire de Tongres, 

Buconice figure sur la borne milliaire de Bourglinster

.. et Bonconica figure sur la Table de Peutinger. 
Ce toponyme peut aussi évoquer le nom de Bucconis (L'Isle-Jourdain). On trouve enfin encore aujourd'hui en Allemagne de l'ouest, mais un peu plus au sud, la forêt de Buchonia autrefois nommée silva Bocauna ou Bucauna ou Silva bacenis, dans une région autrefois peuplée dans l'antiquité par des peuples celtes puis francs.